# Beuster
Beuster ist ein Ortsteil der Hansestadt Seehausen (Altmark) im Landkreis Stendal in Sachsen-Anhalt.

## Geographie

### Lage
Beuster, ein Haufendorf mit zwei Kirchen, liegt an einem Altarm der Elbe im Norden der Wische in der Altmark und im äußersten Norden des Bundeslandes Sachsen-Anhalt. Die Elbe bildet die Grenze zu Brandenburg.

### Ortsteilgliederung
Wohnplätze des Ortsteils Beuster sind:
- Auf dem Sande, zwei Kilometer südöstlich des Dorfes
- Eichfeld, ein Kilometer südlich des Dorfes, ein früheres Freigut[6][4]
- Grashof, im Süden von Beuster
- Groß Beuster der nordwestliche Teil des Dorfes Beuster, unterwärts der Elbe gelegen, früher auch Unterbeuster[7]
- Klein Beuster, der südöstliche Teil des Dorfes Beuster an der Alten Elbe gelegen, früher auch Oberbeuster[7]
- Uhlenkrug, 3½ Kilometer östlich des Dorfes an der Elbe[8]

Die Elbdeichwässerung, ein kleiner Graben, bildet die Grenze zwischen Groß und Klein Beuster. Früher wurde das Gewässer auch „Tauber Aland“ genannt, der direkt vor Klein Beuster in die Elbe gemündet haben soll.

## Geschichte

### Verwaltungsgeschichte

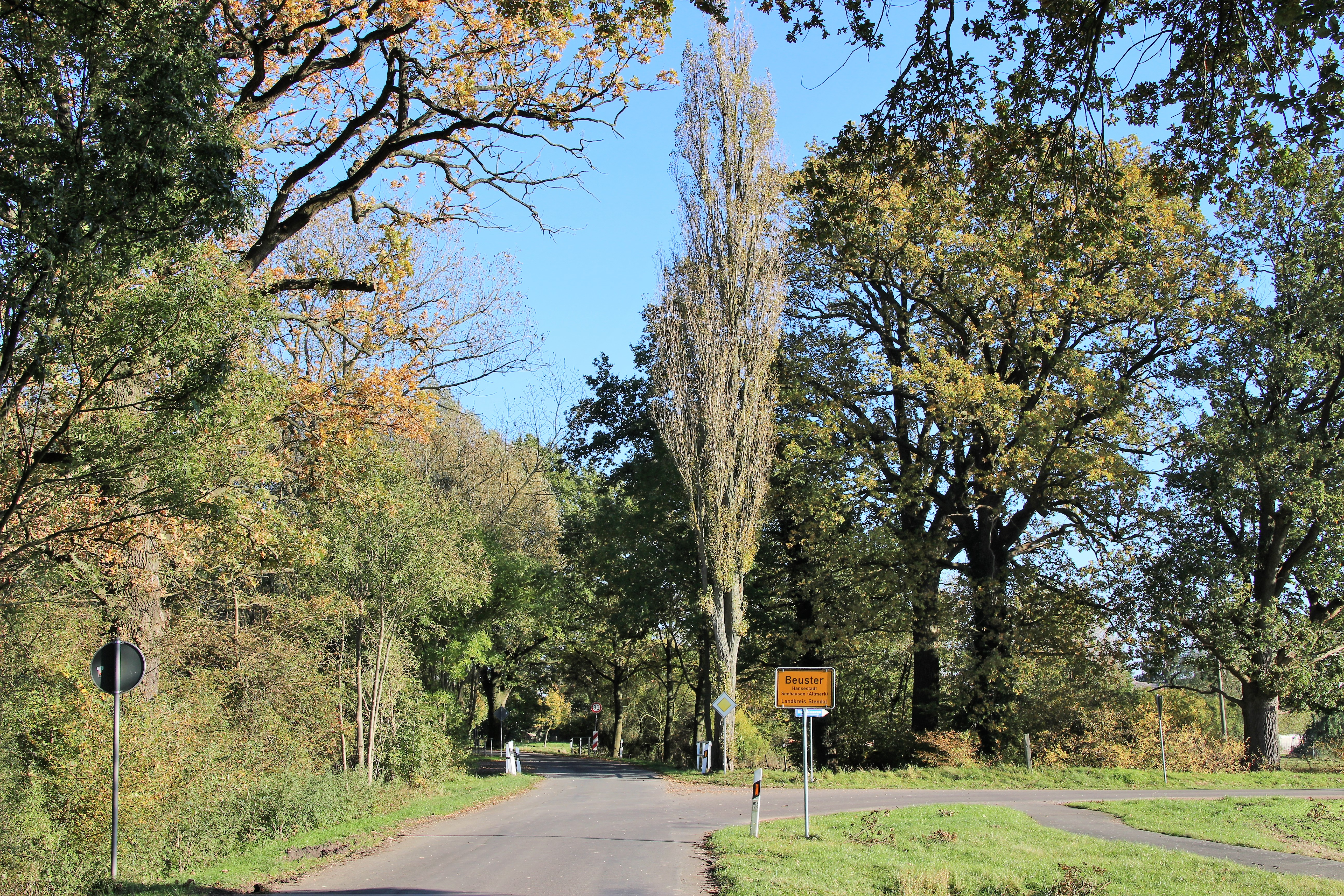
Nordwestlicher Ortseingang

Am 30. September 1928 entstand die Landgemeinde Beuster durch die Zusammenlegung der Landgemeinden Klein Beuster und Groß Beuster mit dem Gutsbezirk Esack.
Am 1. April 1940 erfolgte der Zusammenschluss der Gemeinden Beuster, Scharpenlohe, Werder, Ostorf (ohne die Höfe Falcke, Herper und Neubauer im südlichen Teil von Ostorf) und von der Gemeinde Klein Holzhausen nur die Ortsteile Oberkamps und Unterkamps bis einschließlich der Wässerung mit den Rühstedter Wiesen sowie der Ortsteile Groß Wegenitz und Klein Wegenitz zu einer neuen Gemeinde mit dem Namen Beuster.
Bis zum 31. Dezember 2009 war Beuster eine selbständige Gemeinde mit den zugehörigen Ortsteilen Beuster (mit Groß Beuster, Klein Beuster und Grashof), Esack, Oberkamps, Ostorf, Scharpenlohe (mit Uhlenkrug), Unterkamps (mit Auf dem Sande), Wegenitz und Werder.
Durch einen Gebietsänderungsvertrag beschlossen die Gemeinderäte der Gemeinden Beuster (am 8. Juni 2009), Geestgottberg (am 9. Juni 2009), Losenrade (am 22. Juni 2009) und der Hansestadt Seehausen (Altmark) (am 29. Juni 2009), dass ihre Gemeinden aufgelöst und zu einer neuen Gemeinde mit dem Namen Hansestadt Seehausen (Altmark) vereinigt werden. Dieser Vertrag wurde vom Landkreis als unterer Kommunalaufsichtsbehörde genehmigt und trat am 1. Januar 2010 in Kraft.

### Einwohnerentwicklung
| Jahr | Einwohner |
| ---- | --------- |
| 1925 | 0498      |
| 1939 | 0472      |
| 1946 | 1048      |
| 1964 | 0779      |
| 1971 | 0780      |
| 1981 | 0650      |

| Jahr | Einwohner |
| ---- | --------- |
| 1993 | 590       |
| 2006 | 510       |
| 2008 | [00]505   |
| 2011 | [00]225   |
| 2012 | [00]217   |
| 2014 | [00]213   |

| Jahr | Einwohner |
| ---- | --------- |
| 2020 | [00]200   |
| 2021 | [00]205   |
| 2022 | [0]209    |
| 2023 | [0]204    |

Quelle, wenn nicht angegeben, bis 2006:

## Religion
Die evangelische Kirchengemeinde Beuster, am 27. Juli 1995 aus den Kirchengemeinden Groß Beuster und Klein Beuster gebildet, gehört seit dem 1. Juni 2007 zum Kirchengemeindeverband Beuster-Aland. Sie wird betreut vom Pfarrbereich Beuster des Kirchenkreises Stendal im Bischofssprengel Magdeburg der Evangelischen Kirche in Mitteldeutschland.

## Politik

### Bürgermeister
Die letzte Bürgermeisterin der Gemeinde Beuster war Sabine Hiller.

## Kultur und Sehenswürdigkeiten

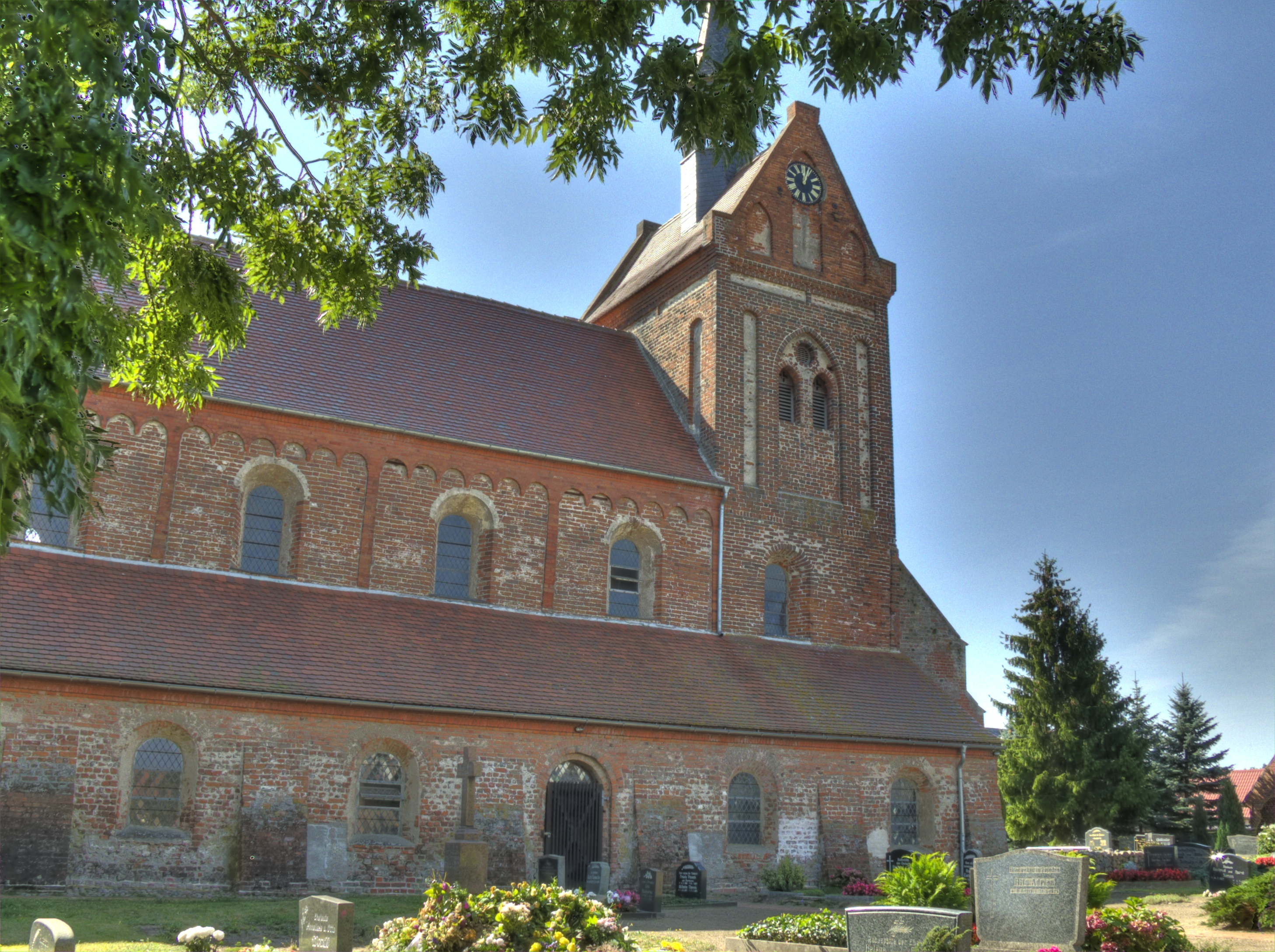
Stiftskirche St. Nikolaus

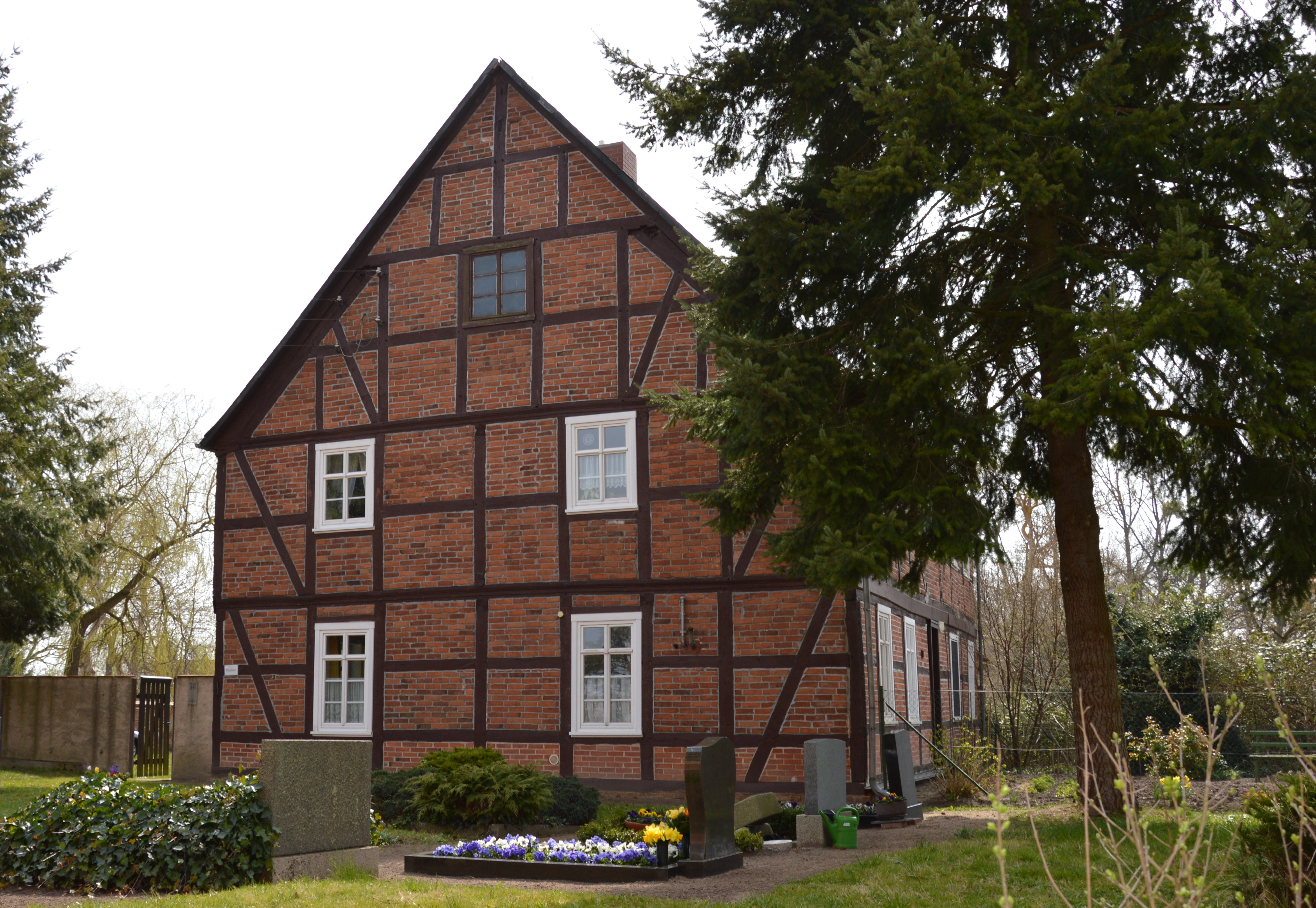
Pfarrhaus Beuster

- Die St.-Nikolaus-Kirche in Groß Beuster, errichtet etwa in der zweiten Hälfte des 12. Jahrhunderts, war die Kirche des Kollegiatstifts Beuster. Sie ist eine romanische dreischiffige querschifflose Basilika und gehört zu den ältesten Backsteinbauten nördlich der Alpen. Die Vierung des Hohen Chores wird nach Osten mit einer halbrunden Apsis abgeschlossen. Dendrochronologische Untersuchungen zeigten, dass das Bauholz für den Chor im Jahre 1172 und das für das Langhaus 1184 geschlagen wurde.[23]
- Die Evangelische Dorfkirche St. Marien in Klein Beuster ist ein barocker Fachwerkbau von 1740–46 mit einem Westturm aus Backstein und einer Orgel.[24]
- Pfarrhaus Groß Beuster
- Im Blaulichtmuseum Beuster sind viele historische Fahrzeuge, vor allem Feuerwehr-, Polizei- und Rettungsfahrzeuge, ausgestellt.[25]

### Vereine
Im Vereinsregister des Amtsgerichts Stendal sind aufgeführt:
- Förderverein St.-Nikolaus-Kirche Beuster e. V.
- Reit- und Fahrverein Beuster e. V.
- Unabhängiger Angelclub Beuster und Umgebung e. V.
- Verein Motorboot-Club Beuster e. V.

## Verkehrsanbindung
Von Beuster führen Straßenverbindungen nach Seehausen (Altmark) und Geestgottberg, wo jeweils Anschluss an die Bundesstraße 189 und die Bahnstrecke Magdeburg–Wittenberge besteht.